# ʻAisake Eke
ʻAisake Valu Eke es un funcionario, docente universitario y político tongano, actual primer ministro de Tonga desde el 22 de enero de 2025. Integrante de la Asamblea Legislativa como representante popular por el distrito de Tongatapu 5, previamente se desempeñó como ministro de Finanzas y Planificación entre 2014 y 2017.

## Biografía

### Formación
Eke se graduó de la Universidad del Pacífico Sur en Suva con un grado en contabilidad y economía, y obtuvo una maestría en administración de empresas de la Universidad de Monash. En 2013 obtuvo un doctorado en administración de empresas por la Universidad del Sur de Queensland de Australia con una tesis enfocada en la mejora en la calidad de los servicios públicos en Tonga.

### Trayectoria política
Se desempeñó como funcionario en el Ministerio de Finanzas y Planificación Nacional por catorce años, hasta que en las elecciones generales de 2010 fue electo Representante Nacional en la Asamblea Legislativa de Tonga por el distrito electoral de Tongatapu 5. Fue candidato independiente, a pesar de ser cercano al Partido Democrático de las Islas Amigas, liderado por Akilisi Pōhiva.
En enero de 2014, fue nombrado ministro de Finanzas y Planificación Nacional por el primer ministro Siale'ataongo Tu'ivakanō, tras el cese de Lisiate 'Akolo. Tras la toma de posesión de Akilisi Pohiva como jefe de Gobierno, Eke fue ratificado en el cargo. No obstante, en 2017 dimitió del cargo después de abstenerse en la votación parlamentaria sobre una moción de censura contra el gobierno del que formaba parte.
En las elecciones generales de 2017 perdió su escaño en la Asamblea Legislativa, tras ser derrotado por Losaline Ma'asi. En las elecciones de 2021 resultó electo Representante Popular nuevamente. Tras los comicios fue uno de los candidatos al puesto de primer ministro, sin embargo fue derrotado por Siaosi Sovaleni que obtuvo 16 votos en 26 en la Asamblea.

## Primer ministro de Tonga
El 23 de noviembre, Eke presentó una moción de censura contra el primer ministro Siaosi Sovaleni junto a otros 10 miembros de la Asamblea Legislativa. Sin embargo, el 9 de diciembre, previo al inicio del trámite parlamentario de la moción, Sovaleni renunció "con efecto inmediato" al cargo, y Samiu Vaipulu asumió de forma interina el puesto. Tras el anuncio de que la elección del sucesor al cargo sería realizada el 24 de diciembre, Eke confirmó su postulación.
El 24 de diciembre de 2024, víspera de Navidad, Eke resultó electo primer ministro tras lograr el apoyo de 16 parlamentarios en una votación secreta, frente a 8 de su oponente Viliami Latu, el Representate Popular por Vava'u 16. Fue nombrado oficialmente por el rey Tupou VI el 22 de enero de 2025.
El 28 de enero anunció a los once miembros de su gabinete, de los cuales cuatro no fueron electos para la Asamblea Legislativa, por lo que se les fue otorgado escaños ex-officio. El príncipe heredero, Jorge Constantino fue designado ministro de Asuntos Exteriores y de Defensa.

## Distinciones honoríficas
- Caballero Comendador de la Orden de la Reina Sālote Tupou III (31 de julio de 2008).[22]